# Die echten Narcos
Die echten Narcos (Originaltitel: Inside the Real Narcos) ist eine 3-teilige britische Krimi-Dokureihe, moderiert von dem ehemaligen SAS-Soldat Jason Fox. In Deutschland lief die Serie auch unter dem Titel Drogenkartelle hautnah im Fernsehen (n-tv).

## Handlung
Jason Fox ist ein ehemaliger SAS-Soldat und liefert in Mexiko, Kolumbien und Peru mit interviewten Drogenhändlern und Kartellmitgliedern seltene Einblicke in das Drogenmilieu in Lateinamerika.

## Hintergrund
Die deutsche Synchronisation der Dokureihe entstand unter der Dialogregie von Stefan Krüger nach seinem Dialogbuch durch die Synchronfirma Film- & Fernseh-Synchron.

## Episodenliste
| Nr. (ges.) | Nr. (St.) | Deutscher Titel                                      | Originaltitel | Erstausstrahlung Vereinigtes Königreich | Deutschsprachige Erstausstrahlung (D/A/CH) |
| ---------- | --------- | ---------------------------------------------------- | ------------- | --------------------------------------- | ------------------------------------------ |
| 1          | 1         | Mexiko                                               | Mexico        | 2. Aug. 2018                            | 14. Dez. 2018                              |
| 2          | 2         | Kolumbien (alternativ: Unter Gangstern in Kolumbien) | Columbia      | 9. Aug. 2018                            | 14. Dez. 2018                              |
| 3          | 3         | Peru                                                 | Peru          | 16. Aug. 2018                           | 14. Dez. 2018                              |